# Прево-Парадоль, Люсьен Анатоль
Люсьен Анатоль Прево-Парадоль (1829—1870) — французский журналист, член Французской академии.
Недолго был профессором истории литературы, затем всецело посвятил себя журналистике; особенное внимание обращали на себя его статьи в «Courrier du Dimanche». Сначала решительный либерал и противник Империи, он постепенно понижал тон и наконец в 1870 году, после сформирования министерства Оливье, оказался его горячим сторонником.
За это он был назначен посланником в США. Едва он высадился в Америке на берег, как получил весть о войне с Германией, шедшей вразрез с его надеждами на мирное развитие страны. Порвавший окончательно со своими прежними друзьями, разочарованный в новых, он не нашел в себе сил, чтобы пережить катастрофу, и покончил с собой.
Написал:
- «Essai sur l’histoire universelle» (Париж, 1854; 3 изд. 1875),
- «Essais de politique et de littérature» (Париж, 1859—93)
- «Du rôle de la famille dans l’éducation» (Париж, 1857),
- «Quelques pages d’histoire contemporaine. Lettres politiques» (Париж, 1862—66; 2 изд. 1872),
- «Études sur les moralistes français» (1865, 3 изд. 1873),
- «La France nouvelle» (1868, нов. изд. 1876).